# Judo-Afrikameisterschaften 2017
Die Judo-Afrikameisterschaften 2017 fanden am 14. und 15. April 2017 im madagassischen Antananarivo statt.

## Ergebnisse

### Männer
| Gewichtsklasse                 | Gold                    | Silber              | Bronze                                  |
| ------------------------------ | ----------------------- | ------------------- | --------------------------------------- |
| Superleichtgewicht (bis 60 kg) | Fraj Dhouibi            | Mohamed Rebahi      | Mohamed Jafy Yassine Moudatir           |
| Halbleichtgewicht (bis 66 kg)  | Houd Zourdani           | Wail Ezzin          | Ahmed Abdelrahman Siyabulela Mabulu     |
| Leichtgewicht (bis 73 kg)      | Mohamed Mohyeldin       | Faye Njie           | Mahmoud Omar Oussema Djeddi             |
| Halbmittelgewicht (bis 81 kg)  | Mohamed Abdelaal        | Abdelaziz Ben Ammar | Ali Hazem Saliou Ndiaye                 |
| Mittelgewicht (bis 90 kg)      | Oussama Mahmoud Snoussi | Dieudonné Dolassem  | Hatem Abdelkhater Abderrahmane Benamadi |
| Halbschwergewicht (bis 100 kg) | Lyès Bouyacoub          | Ramadan Darwish     | Kreme Koffi Kobena Boubakar Mane        |
| Schwergewicht (über 100 kg)    | Nadjib Temmar           | Maisara Elnagar     | El Mehdi Mohamed Lili Mbagnick Ndiaye   |
| Offene Klasse                  | Nadjib Temmar           | Mbagnick Ndiaye     | Maisara Elnagar Dieudonné Dolassem      |

### Frauen
| Gewichtsklasse                 | Gold             | Silber               | Bronze                                       |
| ------------------------------ | ---------------- | -------------------- | -------------------------------------------- |
| Superleichtgewicht (bis 48 kg) | Taciana Cesar    | Olfa Saoudi          | Philomene Bata Aziza Chakir                  |
| Halbleichtgewicht (bis 52 kg)  | Meriem Moussa    | Christianne Legentil | Ikram Soukate Meriem Moussa                  |
| Leichtgewicht (bis 57 kg)      | Ghofran Khelifi  | Ratiba Tariket       | Abzetta Zouleiha Dabonne Diassonema Mucungui |
| Halbmittelgewicht (bis 63 kg)  | Sofia Belattar   | Meriem Bjaoui        | Helene Wezeu Dombeu Amina Belkadi            |
| Mittelgewicht (bis 70 kg)      | Assmaa Niang     | Imene Agouar         | Nihel Bouchoucha Souad Bellakehal            |
| Halbschwergewicht (bis 78 kg)  | Kaouthar Ouallal | Sarra Mzougui        | Audrey Dilane Njepang Njapa Georgette Sagna  |
| Schwergewicht (über 78 kg)     | Sonia Asselah    | Sahar Trabelsi       | Monica Sagna Vanessa Mballa                  |
| Offene Klasse                  | Vanessa Mballa   | Sonia Asselah        | Karimen Shafik Monica Sagna                  |

## Medaillenspiegel
| Platz | Nation         | Gold | Silber | Bronze | Gesamt |
| ----- | -------------- | ---- | ------ | ------ | ------ |
| 1.    | Algerien       | 7    | 5      | 6      | 18     |
| 2.    | Tunesien       | 3    | 5      | 1      | 9      |
| 3.    | Ägypten        | 2    | 2      | 6      | 10     |
| 4.    | Marokko        | 2    | 0      | 4      | 6      |
| 5.    | Kamerun        | 1    | 1      | 5      | 7      |
| 6.    | Senegal        | 0    | 1      | 6      | 7      |
| 7.    | Gambia         | 0    | 1      | 0      | 1      |
| 7.    | Mauritius      | 0    | 1      | 0      | 1      |
| 9.    | Elfenbeinküste | 0    | 0      | 2      | 2      |
| 10.   | Angola         | 0    | 0      | 1      | 1      |
| 10.   | Südafrika      | 0    | 0      | 1      | 1      |